# لحرارثة (أولاد مراح)
لحرارثة هو دُوَّار يقع بجماعة الغيات، إقليم آسفي، جهة مراكش آسفي في المملكة المغربية. ينتمي الدوّار لمشيخة أولاد مراح التي تضم 12 دوار. يقدر عدد سكانه بـ 347 نسمة حسب الإحصاء الرسمي للسكان والسكنى لسنة 2004.

## روابط خارجية
- البوابة الوطنية للجماعات الترابية نسخة محفوظة 12 مارس 2018 على موقع واي باك مشين.
- المندوبية السامية للتخطيط